# Frannie (Wyoming)
Frannie es un pueblo situado en los condados de Big Horn y Park en el estado de Wyoming, Estados Unidos. La población fue de 209 habitantes en el censo del 2000.

## Geografía
Frannie está situado en las coordenadas 44°58′11″N 108°37′13″O / 44.96972, -108.62028.Según el United States Census Bureau, la ciudad tiene un área total de 1,1 km ². Todos ellos terrestres.

## Demografía
Según el censo del 2000, había 209 personas, 74 hogares y 54 familias residentes en la ciudad. La densidad de población era de 187.7/km ². La composición racial de la ciudad era:
- 93.30% Blancos
- 4,31% Hispanos o latinos
- 3,83% De dos o más razas
- 1.44% Nativos americanos
- 0,96% De otras razas
- 0,48% Asiáticos

Había 74 casas de las cuales el 39.2% tenían menores de 18 años que vivían con ellos, el 59,5% eran parejas casadas que vivían juntas, el 5.4% tenían un cabeza de familia femenino sin presencia del marido y un 27.0% eran no-familias. El 9.5% tenían a alguna persona anciana de 65 años de edad o más. 
En la ciudad la separación poblacional era con un 33.5% menores de 18 años, el 8,6% de 18 a 24, un 24.4% de 25 a 44, el 23.0% de 45 a 64, y el 10.5% tenía más de 65 años de edad. La edad media fue de 33 años. Para cada 100 hembras había 88.3 varones. Por cada 100 mujeres mayores de 18 años, había 95,8 hombres. 
La renta mediana para una casa en la ciudad era de $ 33.750, y la renta mediana para una familia era $ 37.500. Los varones tenían una renta mediana de $ 29.107 contra los $ 14.375 para las hembras. El ingreso per cápita para la ciudad era $ 14.541. Cerca del 5.8% de familias y el 7.1% de la población estaban por debajo de la línea de pobreza, el 24,1% de los mayores de 65 años

## Medios de Comunicación

### Radios

#### Radio AM
- KPOW 1260 AM: Country

#### Radio FM
- KTAG 97.9 FM Adult Contemporary
- KMXE 99.3 FM Rock clásico
- KZMQ-FM 100.3 Country
- KCGL 104.1 Rock clásico
- KROW 107.1 "Classic Hits"

### Televisión
Hay dos estaciones de televisión disponibles en Frannie: 
- KTVQ (CBS)
- KULR (NBC)

## Educación
La educación pública en la ciudad de Frannie está proporcionada por la Escuela del distrito del Condado de Big Horn # 1. Escuelas zonales incluyen:
- Rocky Mountain Elementary School
- Rocky Mountain Middle School
- Rocky Mountain High School